# Casimiro Freire
Casimiro Freire (Pedrógão Pequeno, Sertã, 8 de Outubro de 1843 — Lisboa, 20 de Outubro de 1918), mecenas e filantropo, com um profundo interesse pela causa da educação, foi um dos maiores admiradores de João de Deus, tendo contribuído fortemente para a expansão do seu método de ensino da leitura.

## Biografia
Oriundo de uma humilde família beirã, sendo o filho mais velho sobrevivo de Josefa da Silva Freire e de Ignácio Freire, Tabelião de notas, emigrou com 13 anos para Lisboa, onde fez fortuna e se tornou um próspero comerciante e industrial.
Simpatizante dos ideais republicanos, dedicou-se à causa da educação, suportando financeiramente diversas iniciativas de alfabetização.
Publicou no jornal O Século, em 1881, um artigo insurgindo-se contra a incúria dos governos monárquicos no combate ao analfabetismo, propondo que fossem enviados aos mais recônditos lugares de Portugal, missões de professores habilitados no método de João de Deus que ensinassem o povo a ler e escrever.
Em Maio de 1882 fundou a Associação de Escolas Móveis pelo Método de João de Deus, cujas escolas funcionaram até 1921, tendo sido frequentadas por cerca de 30 000 alunos.
Para tal, por iniciativa de Casimiro Freire, "(…) reuniram-se algumas dezenas de cidadãos e fundaram a Associação de Escolas Móveis, com o fim de ensinar a ler, escrever e contar pelo método de admirável rapidez, do Senhor Dr. João de Deus, os indivíduos que o solicitarem, até onde permitam os seus meios económicos, enviando nesse intuito às diversas povoações da nação portuguesa professores devidamente habilitados – não se envolvendo em assuntos políticos, nem quaisquer outros alheios ao seu fim". 
A Associação é hoje a Associação de Jardins-Escolas João de Deus, uma Instituição Particular de Solidariedade Social dedicada à educação e à cultura. No seu âmbito funciona o Museu João de Deus e a Escola Superior de Educação João de Deus e múltiplos jardins-escolas.
Em 2002 a Associação tinha ao seu serviço quase 1000 pessoas, entre educadores, professores, auxiliares de educação e outros colaboradores, cuja actividade se repartia pela Escola Superior de Educação João de Deus e por 34 jardins-escolas distribuídos por todo o país.
Desde a sua fundação até 2003 passaram pelas escolas da Associação aproximadamente 164 000 crianças.

## Publicações
- A Instrução do Povo e o Método de João de Deus, Lisboa, 1897.